# Siegfried III. von Venningen
Siegfried III. von Venningen († 2. September 1459 in Heidelberg) war von 1456 bis 1459 Bischof des Bistums Speyer.

## Leben
Siegfried III. stammte aus der rechten Hilsbacher Linie der Familie von Venningen, deren Linie Venningen-Neidenstein sich nach der Burg Neidenstein nannte. Nach dem Historiker Franz Xaver Remling war Siegfried III. der Sohn von Eberhard von Venningen sowie dessen Frau Else von Fellberg und bekleidete bei seiner Wahl die Ämter des Speyerer Domscholasters bzw. des Propstes im Stift Allerheiligen. Er war das erste Familienmitglied, welches im Bistum Speyer Kanoniker wurde und er erlangte als einziger die Bischofswürde. Die gehobene Stellung der Familie, die den Zugang zu den Ämtern ermöglichte, ging zurück auf die Heirat der Schwester mit Konrad von Helmstatt. Auch Siegfrieds Bruder Nikolaus konnte somit eine geistliche Laufbahn einschlagen. Konrad von Helmstatt war Heidelberger Vogt und Amtmann von Amberg und ein Großneffe des früheren Bischofs Raban von Helmstatt.

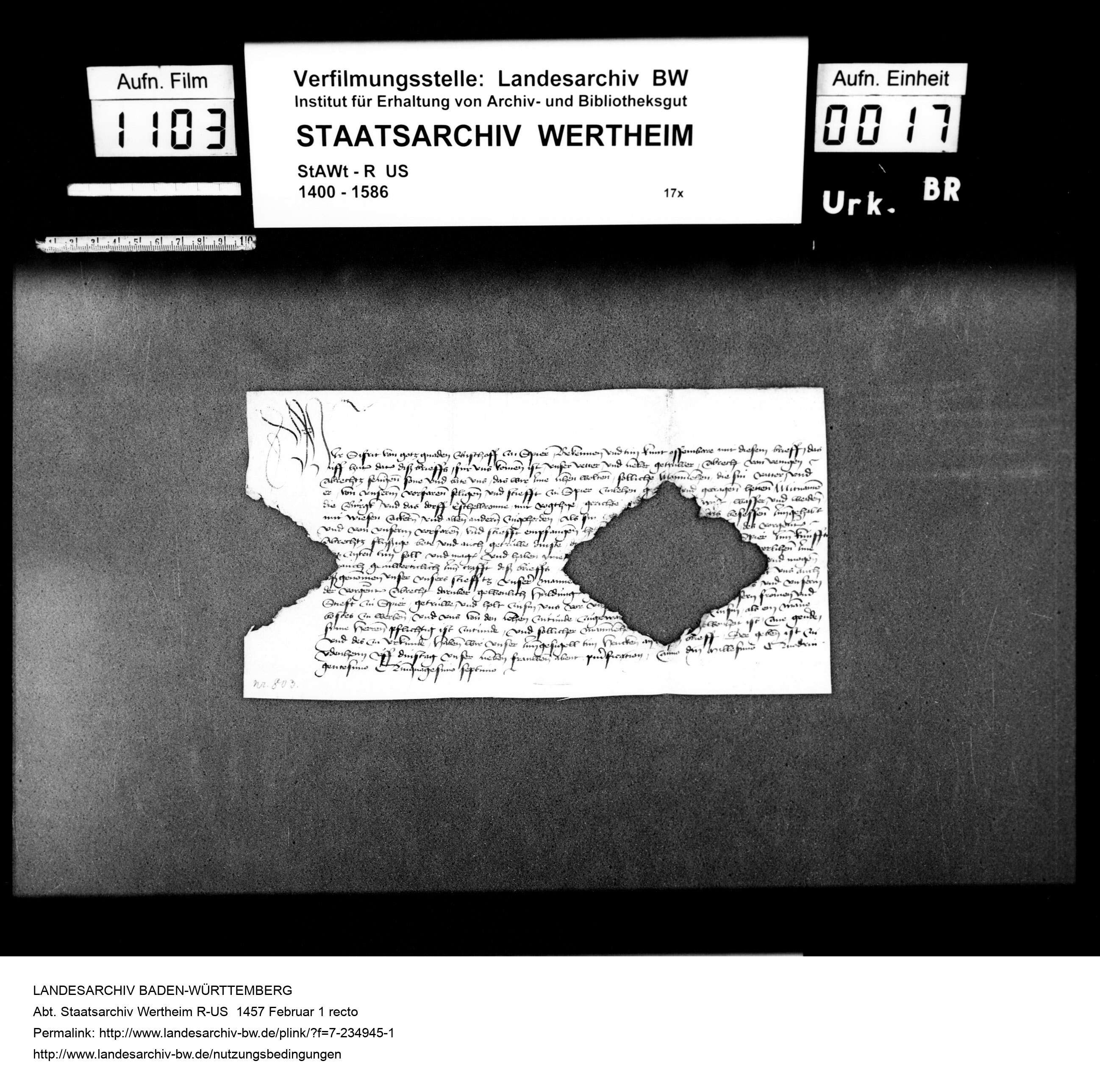
von Siegfried III. von Venningen ausgestellte Lehensurkunde

Siegfried von Venningen erhielt 1456, am Sonntag nach Allerheiligen, in der Abteikirche Maulbronn, durch den Wormser Oberhirten Reinhard von Sickingen die Bischofsweihe, Mitkonsekrator war der Speyerer Weihbischof Petrus Spitznagel.
Siegfried III. setzte die Annäherung des Bistums an die Kurpfalz weiter fort und pflegte ein freundschaftliches Verhältnis zu Friedrich I. von der Pfalz. Er bemühte sich um eine vermittelnde Rolle zwischen Friedrich I. und dem Mainzer Erzbischof Konrad III. von Dhaun.
1459 begab sich der Oberhirte nach Italien und traf Papst Pius II., der ihn zu seinem Nuntius und Sprecher in Deutschland ernannte. Schon bald nach seiner Rückkehr verstarb Bischof Siegfried von Venningen bei einem Besuch am kurfürstlichen Hof in Heidelberg. Es verbreitete sich damals das Gerücht, er sei von Neidern vergiftet worden.
Von seinem Epitaph im Speyerer Dom haben sich Plastiken erhalten, die in der Afrakapelle ausgestellt sind.
Der Bischof berief seinen ältesten Bruder Eberhard von Venningen zum Hofmeister. Dieter, den zweitgeborenen, ernannte er 1457 zum bischöflichen Amtmann am Bruhrain. Jener war mit Else von Hornberg verheiratet und hatte mit ihr den Sohn Zürich von Venningen, der bereits bei der Bischofsweihe Siegfried III. in seinem Gefolge verzeichnet ist. Der jüngste Bruder Bischof Siegfrieds war Nikolaus von Venningen, Domkapitular in Speyer.

## Wappen

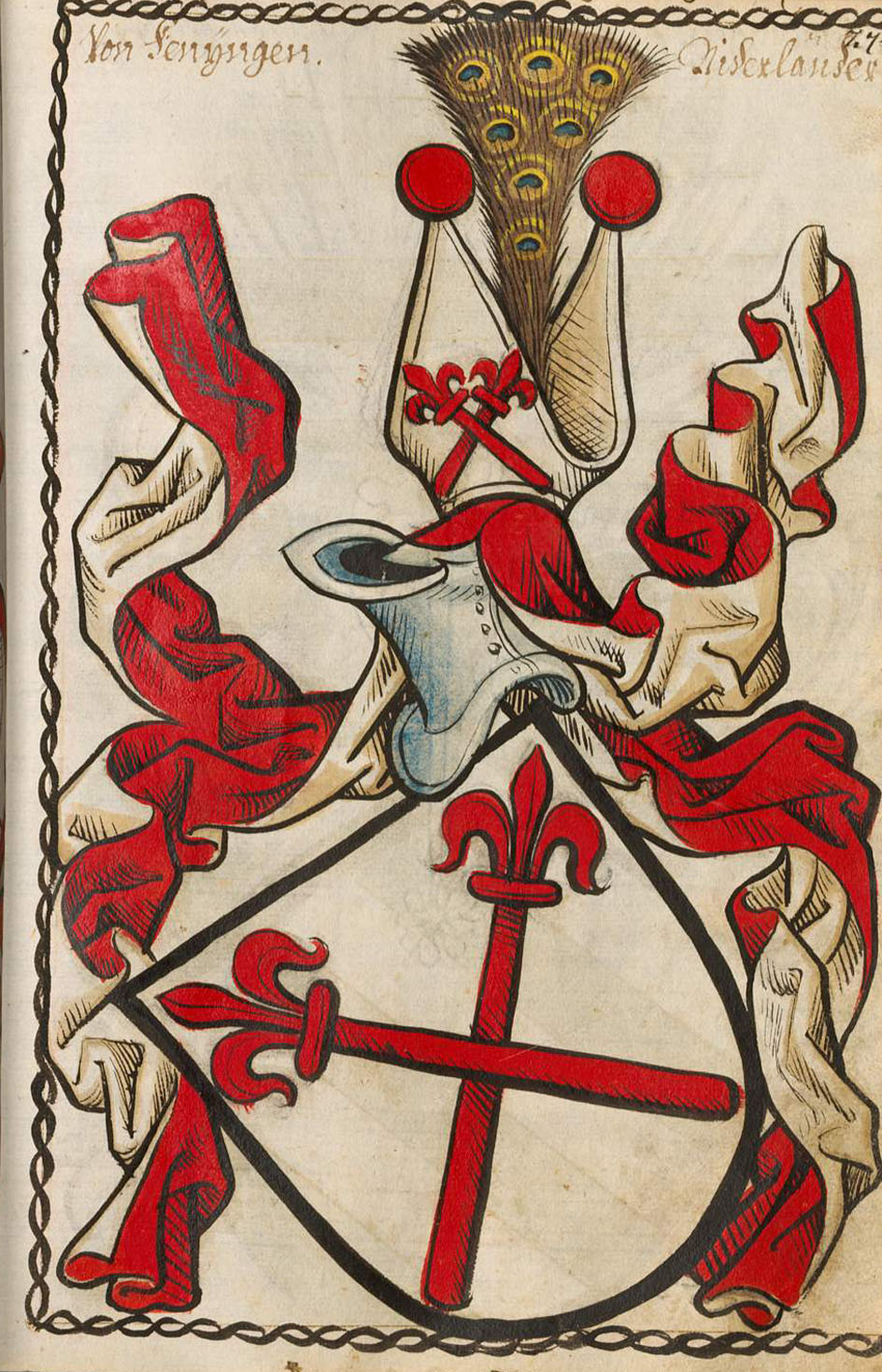
Familienwappen im Scheiblerschen Wappenbuch

Das fürstbischöfliche Wappen ist üblicherweise geviert. Die Felder des Wappenschildes führen im Wechsel das Familienwappen der von Venningen, zwei gekreuzte rote Lilienstäbe bzw. Glefen auf Silber und das Wappen des Bistums Speyer, ein silbernes Kreuz auf blauem Grund.